# Єременко Анатолій Петрович
Анатолій Петрович Єременко (нар. 16 грудня 1906, село Старий Мерчик Харківської губернії, тепер смт. Валківського району Харківської області  — 13 липня 1970, Київ) — український радянський і державний діяч. Кандидат у члени ЦК КПУ в 1954—1966 р. Член ЦК КПУ в 1966—1970 р. Депутат Верховної Ради УРСР 2—7-го скликань.

## Біографія
Народився в родині робітника. У 1917 році закінчив Старомерчицьку земську школу. З 1920 року працював розсильним при конторі шахти «Смолянка», помічником машиніста парової турбіни, підручним токаря і токарем механічного цеху шахти «Смолянка».
Член РКП(б) з 1925 року.
З 1925 року — студент робітничого факультету Харківського технологічного інституту. У 1932 році закінчив Харківський авіаційний інститут, а пізніше аспірантуру при ньому.
У 1935—1941 роках — секретар партійної організації, завідувач аеродинамічної лабораторії, заступник декана літакобудівного факультету Харківського авіаційного інституту.
У 1941—1946 роках — директор Харківського авіаційного інституту Наркомату авіаційної промисловості СРСР.
У лютому (офіційно квітні) 1946 — червні 1949 року — заступник голови виконавчого комітету Харківської обласної ради депутатів трудящих.
20 червня 1949 — 5 січня 1951 року — міністр місцевої промисловості Української РСР.
25 жовтня 1950 — 30 травня 1953 року — заступник голови Ради Міністрів Української РСР.
У травні 1953 — травні 1957 року — голова правління Ради промислової кооперації Української РСР.
У травні 1957 — грудні 1962 року — голова Ради народного господарства Станіславського економічного адміністративного району.
У грудні 1962 — жовтні 1965 року — голова Ради народного господарства Львівського економічного району.
23 жовтня 1965 — 13 липня 1970 року — міністр місцевої промисловості Української РСР.

## Нагороди
- орден Леніна (16.09.1945)
- два ордена Трудового Червоного Прапора
- медаль «За доблесну працю у Великій Вітчизняній війні 1941—1945 років»
- медалі